# Критична точка
Вижте пояснителната страница за други значения на Критична точка .
Под критична точка в термодинамиката, физикохимията, химията и пр. се разбира състояние (температура и налягане), при което изчезва разликата между две фази или агрегатни състояния. Най-често с това понятие се има предвид температурата Tc и налягането Pc, при които изчезва разликата между парната и течната фаза. Критичната точка е горния край на равновесната крива течност-пари в P-T диаграмата (долният край е тройната точка).
Над критичната точка не е възможно да се втечни кое да е вещество при каквото и да е налягане. Вещества при T > Tc и P > Pc се наричат газове, а в определени случаи се използва и понятието свръхкритични флуиди. Под тази точка веществата могат да се кондензират, а веществото в газообразна форма се нарича пара. В близост до критичната точка топлината на кондензация/изпарение става нула и се наблюдава постоянно преминаване от парна в течна фаза и обратно, т.нар. опалесциране. Също така се наблюдава рязка промяна в свойствата на веществата, а топлинният капацитет става безкрайно голям. По тази причина при работа в парни турбини (ТЕЦ и пр.) работните условия се избират далеч от критичната точка. От друга страна, в близост до критичната точка коефициентът на топлопредаване става необичайно висок, което може да се използва умишлено в редица случаи.
Критичните параметри на водата са:
- критична температура – 373.946 °C (647.096 K)
- критично налягане – 217.7 atm (22 060 kPa)

Понятието критична точка се използва и за обозначаването на състоянието, в което изчезва разликата между две течни фази. Тъй като свойствата на течностите почти не зависят от налягането е достатъчно да се зададе само критичната температура Tc. Обикновено при повишаване на температурата разтворимостта на течните фази една в друга се повишава, докато се стигне до пълна разтворимост и изчезване на една от двете течни фази.